# The Sound of Music (film)
The Sound of Music er en oscar-belønnet amerikansk drama- og filmmusical fra 1965 instrueret og produceret af Robert Wise. De ledende roller spilles af Julie Andrews og Christopher Plummer. Filmen er baseret på Richard Rodgers og Oscar Hammersteins musical med samme titel fra 1959. Den modtog fem Oscars, herunder for Bedste film, samt to Golden Globe-awards og en pris fra The Writers Guild of America og Directors Guild of America.
Sound of Music er den tredjemest indtjenende film i den amerikanske filmhistorie (justeret for inflation). Kun Borte med blæsten og Star Wars har indbragt flere penge i de amerikanske biografer.

## Handling
Kort inden anden verdenskrigs begyndelse i Østrig skal den selvsikre novice Maria forlade sit kloster for at blive guvernante for syv børn med en streng far, der er enkemand. Med sang og sjov bringer Maria glæde til familien og gifter sig med faderen, efter at en rivalinde forsvinder ud af billedet. Ved Anschluss flygter familien til Schweiz.

## Om filmen
Sound of Music har fået 81% på Rotten Tomatoes (Fresh Rating). Anmelderem Whitney Williams skrev i 1965 i Variety:
"Robert Wises produktion er et varmt pulserende, fængslende drama sat i scene til den mest fantasifulde brug af de muntre Rodgers and Hammerstein-melodier, storslået filmet og med en fremragende rollebesætning, ledt af Julie Andrews og Christopher Plummer, som nok skal vinde gehør i billetlugerne".

### Publikum
Filmen indbragte 163 millioner i de amerikanske biografer.

## Medvirkende
- Julie Andrews – Maria
- Christopher Plummer – Georg von Trapp
- Richard Haydn – Max Detweiler
- Peggy Wood – Abbedissen
- Eleanor Parker – Baronesse Elsa Schraeder
- Charmian Carr – Liesl von Trapp
- Nicholas Hammond – Fredrich von Trapp
- Heather Menzies – Lovisa von Trapp
- Duane Chase – Kurt von Trapp
- Angela Cartwright – Brigitta von Trapp
- Debbie Turner – Marta von Trapp
- Kym Karath – Gretl von Trapp
- Daniel Truhitte – Rolfe